# Del Rey Books
Del Rey Books – oddział Ballantine Books, wydawnictwa, którego właścicielem jest Random House. Jest to oddzielny imprint założony w 1977 pod redakcją Lestera del Reya i jego żony Judy-Lynn del Rey Specjalizuje się w książkach science fiction i fantasy, a wcześniej także mangi pod jej (już nieistniejącym) imprintem Del Rey Manga.
Pierwszą książką opublikowaną przez Del Rey Books była powieść Miecz Shannary autorstwa Terry’ego Brooksa w 1977. Wydawnictwo publikowało także powieści z serii Gwiezdne wojny pod szyldem imprintu LucasBooks.

## Autorzy
- Piers Anthony
- Isaac Asimov
- Stephen Baxter
- Amber Benson
- Ray Bradbury
- Terry Brooks
- Pierce Brown
- Bonnie Burton
- Jack L. Chalker
- Arthur C. Clarke
- James Clemens
- Dan Cragg(inne języki)
- Brian Daley
- Maurice G. Dantec(inne języki)
- Philip K. Dick
- Stephen R. Donaldson
- David Eddings
- Philip José Farmer
- Joe Clifford Faust(inne języki)
- Lynn Flewelling
- Robert L. Forward(inne języki)
- Alan Dean Foster
- Gregory Frost(inne języki)
- Christopher Golden(inne języki)
- James L. Halperin(inne języki)
- Barbara Hambly(inne języki)
- Peter F. Hamilton
- Tara K. Harper(inne języki)
- Ward Hawkins(inne języki)
- Kevin Hearne
- Robert A. Heinlein
- Robert E. Howard
- Robert Don Hughes(inne języki)
- J. Gregory Keyes(inne języki)
- Rosemary Kirstein(inne języki)
- Katherine Kurtz(inne języki)
- H.P. Lovecraft
- James Luceno
- Anne McCaffrey
- Donald E. McQuinn(inne języki)
- China Miéville
- Elizabeth Moon
- Sylvain Neuvel(inne języki)
- Robert Newcomb(inne języki)
- Larry Niven
- John Norman(inne języki)
- Naomi Novik
- Frederik Pohl
- Christopher Rowley(inne języki)
- David Sherman(inne języki)
- Scott Sigler(inne języki)
- Lucy A. Snyder(inne języki)
- Michael J. Sullivan
- J.R.R. Tolkien
- Harry Turtledove